# Dulce Félix

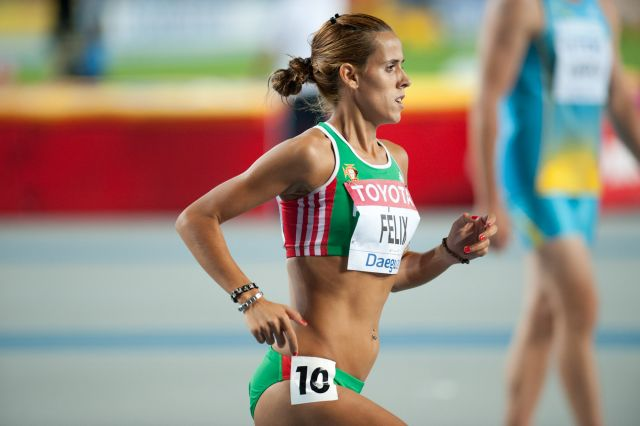
Dulce Félix bei den Weltmeisterschaften 2011 in Daegu

Dulce Félix (Ana Dulce Ferreira Félix; * 23. Oktober 1982 in Azurém, Guimarães) ist eine portugiesische Langstreckenläuferin.
2008 wurde sie Fünfte beim Portugal-Halbmarathon und kam bei den Halbmarathon-Weltmeisterschaften in Rio de Janeiro auf den 13. Platz.
2009 belegte sie bei den Crosslauf-Weltmeisterschaften in Amman den 15. Platz und gewann mit der portugiesischen Mannschaft Bronze. Nach Siegen beim Great Ireland Run und beim Göteborgsvarvet lief sie bei den Weltmeisterschaften in Berlin über 10.000 Meter auf den 13. Rang. Beim Great North Run wurde sie Dritte, beim Portugal-Halbmarathon und beim Great South Run Zweite. Zum Saisonabschluss wurde sie bei den Crosslauf-Europameisterschaften in Dublin Sechste und gewann mit dem portugiesischen Team Gold. 
Nach einem neunten Platz über 10.000 Meter bei den Europameisterschaften 2010 in Barcelona und einem achten Platz bei den Weltmeisterschaften 2011 in Daegu gewann sie 2012 ihren ersten großen Titel, als sie in 31:44,75 min bei den Europameisterschaften in Helsinki siegte.
2013 belegte sie den neunten Platz beim Boston-Marathon. 2016 errang sie bei den Europameisterschaften in Amsterdam über 10.000 Meter mit neuer persönlicher Bestleistung von 31:19,03 min die Silbermedaille.
2007 wurde sie nationale Meisterin über 10.000 Meter, 2010 im Crosslauf auf der Kurz- und auf der Langstrecke. Dulce Félix startet für den Sporting Clube de Braga.

## Persönliche Bestzeiten
- 1500 m (Halle): 4:14,96 min, 13. Februar 2010, Pombal
- 3000 m: 8:58,03 min, 18. Juli 2009, Saragossa
  - Halle: 8:56,84 min, 14. Februar 2010, Pombal
- 5000 m: 15:08,02 min, 31. Juli 2009, Stockholm
- 10.000 m: 31:19,03 min, 6. Juli 2016, Amsterdam
- 15 km: 49:15 min, 13. Januar 2013, Lissabon
- Halbmarathon: 1:08:33 h, 20. März 2011, Lissabon
- Marathon: 2:25:15 h, 26. April 2015, London